# Orly-sur-Morin
Pour les articles homonymes, voir Orly (homonymie) et Morin.
Orly-sur-Morin est une commune française située dans le département de Seine-et-Marne en région Île-de-France.

## Géographie

### Localisation
La commune se situe en Brie-champagne dans la vallée du Petit Morin, à 60 km à l'est de Paris, à 20 km au nord-est de Coulommiers et 30 km à  l'est de Meaux. Son territoire est de 587 hectares.

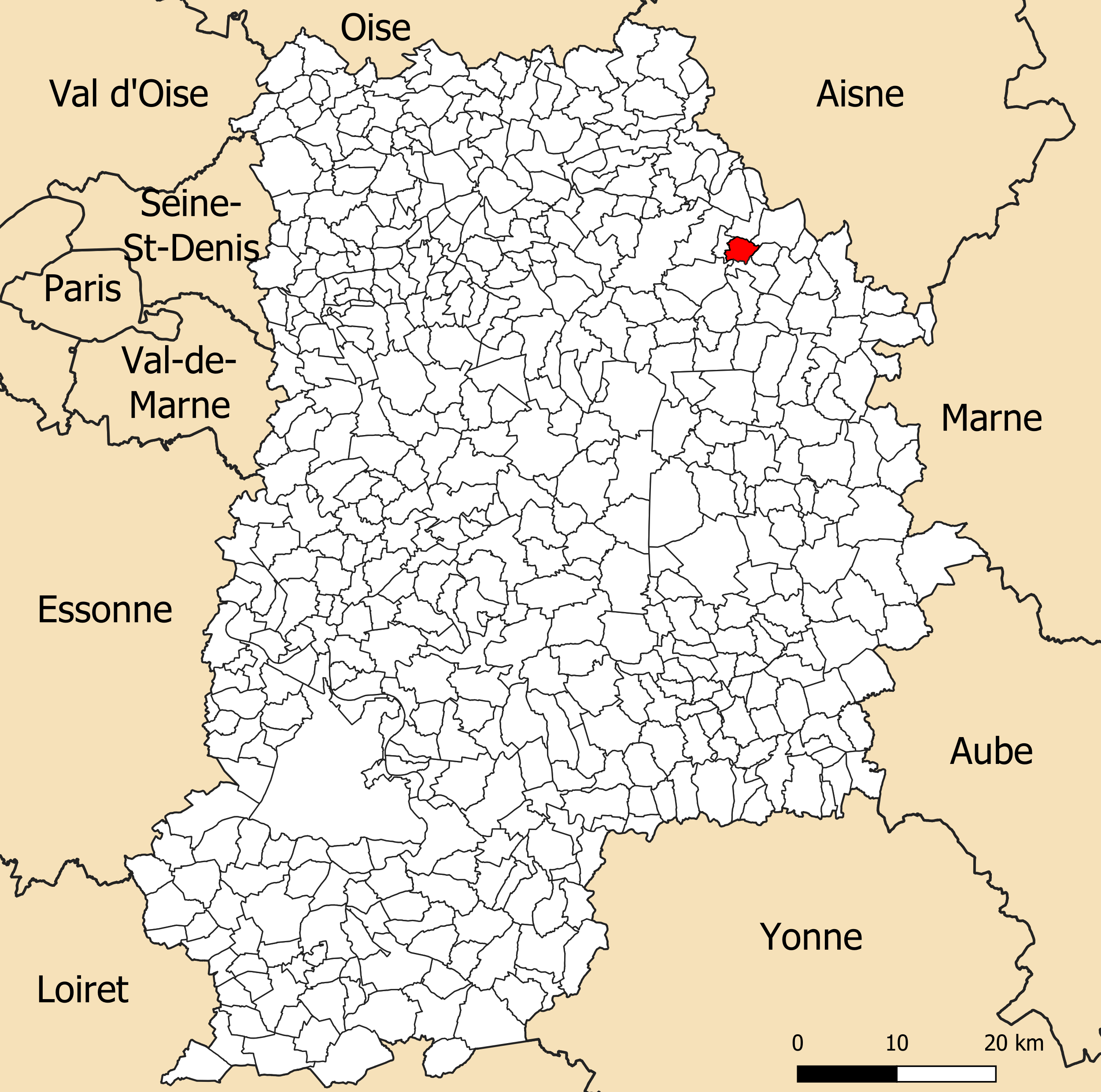
Localisation de la commune de Orly-sur-Morin dans le département de Seine-et-Marne

### Communes limitrophes

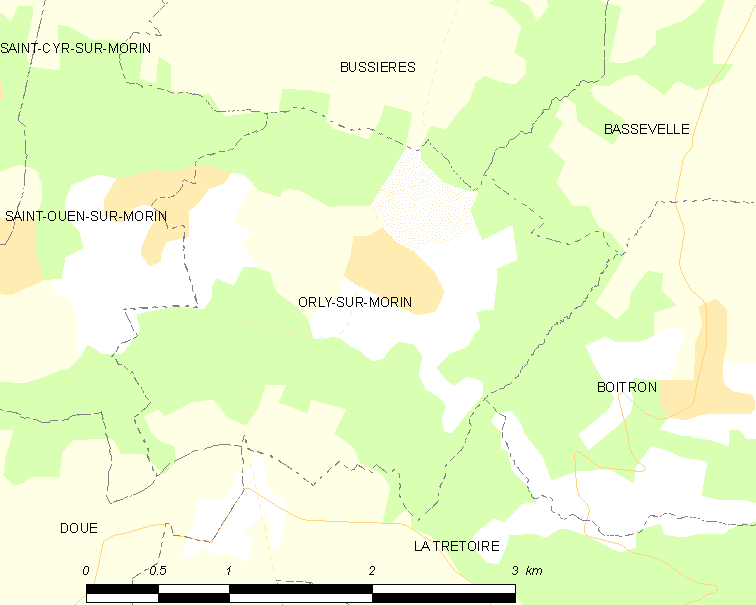
Carte des communes limitrophes d'Orly-sur-Morin.

|                                | Bussières (~ 2 km) | Bassevelle (~ 5 km)    |
| Saint-Ouen-sur-Morin (~2,8 km) | Orly-sur-Morin     | Boitron (~ 2,5 km)     |
| Doue (~ 6,5 km)                |                    | La Trétoire (~ 3,8 km) |

### Géologie et relief
La commune est classée en zone de sismicité 1, correspondant à une sismicité très faible.

### Hydrographie

#### Réseau hydrographique

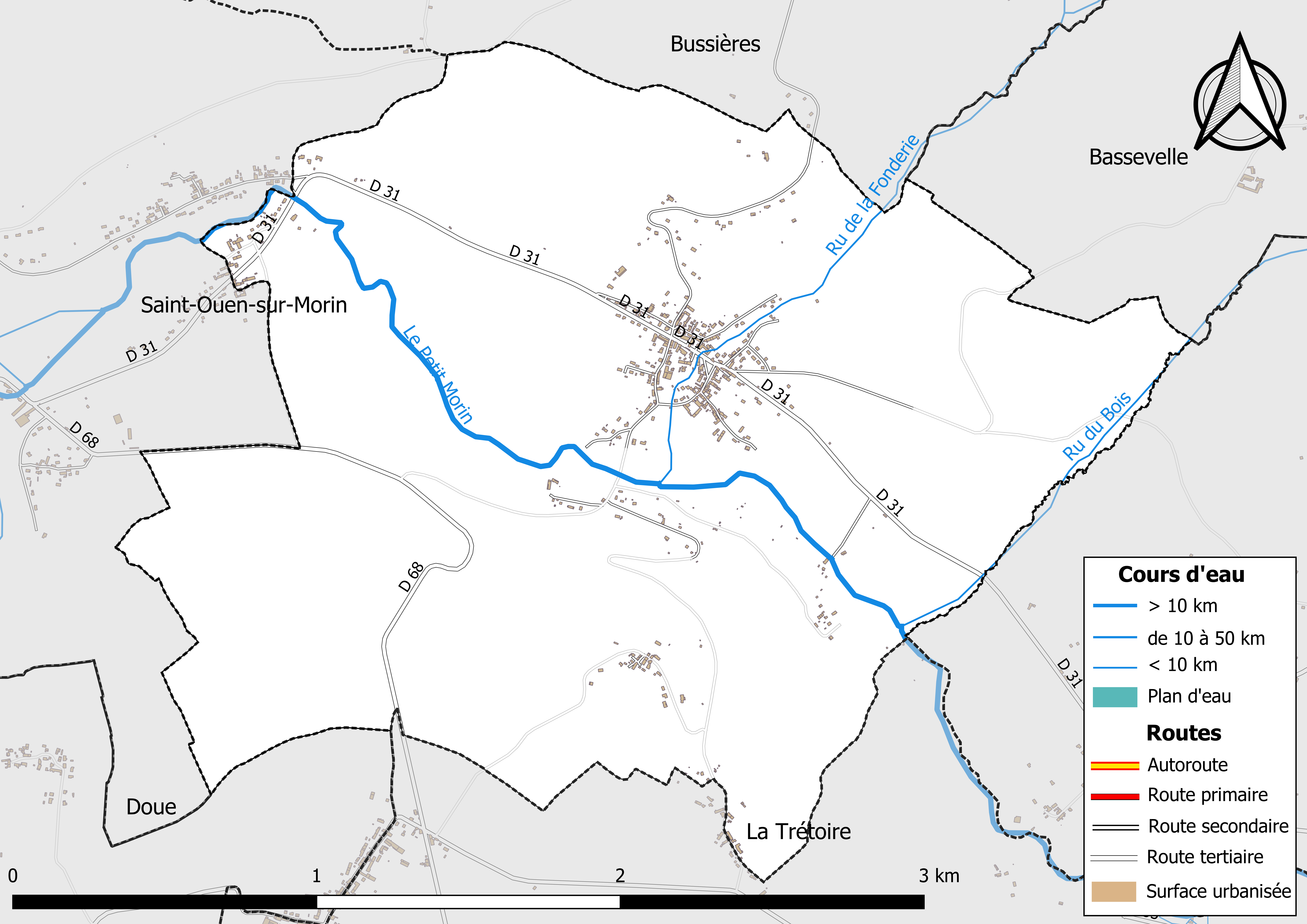
Carte des réseaux hydrographique et routier d'Orly-sur-Morin.

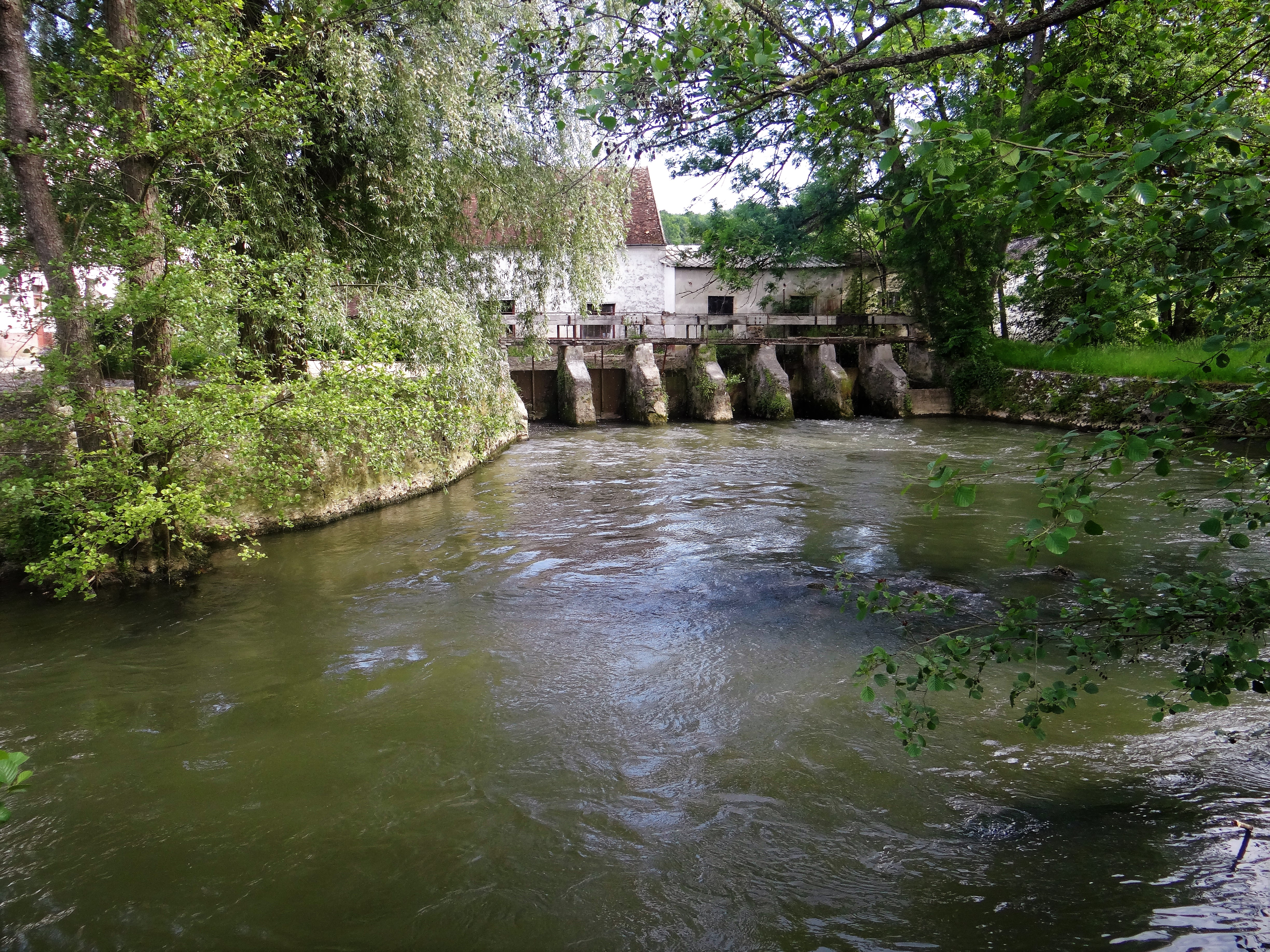
Le petit Morin au moulin de coton

Le réseau hydrographique de la commune se compose de trois cours d'eau référencés : 
- la rivière le Petit Morin, long de 86,33 km[2], affluent de la Marne en rive gauche, ainsi que deux de ses affluents ;
  - le ru du Bois, 2,00 km[3] ;
  - le ru de la Fonderie, 4,04 km[4].

La longueur totale des cours d'eau sur la commune est de 5,62 km.

#### Gestion des cours d'eau
Afin d’atteindre le bon état des eaux imposé par la Directive-cadre sur l'eau du 23 octobre 2000, plusieurs outils de gestion intégrée s’articulent à différentes échelles : le SDAGE, à l’échelle du bassin hydrographique, et le SAGE, à l’échelle locale. Ce dernier fixe les objectifs généraux d’utilisation, de mise en valeur et de protection quantitative et qualitative des ressources en eau superficielle et souterraine. Le département de Seine-et-Marne est couvert par six SAGE, au sein du bassin Seine-Normandie.
La commune fait partie du SAGE « Petit et Grand Morin », approuvé le 21 octobre 2016. Le territoire de ce SAGE comprend les bassins du Petit Morin (630 km2) et du Grand Morin (1 185 km2). Le pilotage et l’animation du SAGE sont assurés par le syndicat mixte d'aménagement et de gestion des Eaux (SMAGE) des 2 Morin, qualifié de « structure porteuse ».

### Climat
Pour des articles plus généraux, voir Climat de l'Île-de-France et Climat de Seine-et-Marne.
En 2010, le climat de la commune est de type climat océanique dégradé des plaines du Centre et du Nord, selon une étude du CNRS s'appuyant sur une série de données couvrant la période 1971-2000. En 2020, Météo-France publie une typologie des climats de la France métropolitaine dans laquelle la commune est exposée à un climat océanique altéré et est dans la région climatique Nord-est du bassin Parisien, caractérisée par un ensoleillement médiocre, une pluviométrie moyenne régulièrement répartie au cours de l’année et un hiver froid (3 °C).
Pour la période 1971-2000, la température annuelle moyenne est de 10,4 °C, avec une amplitude thermique annuelle de 15,1 °C. Le cumul annuel moyen de précipitations est de 742 mm, avec 12 jours de précipitations en janvier et 7,9 jours en juillet. Pour la période 1991-2020, la température moyenne annuelle observée sur la station météorologique la plus proche, située sur la commune de Saint-Cyr-sur-Morin à 4 km à vol d'oiseau, est de 11,2 °C et le cumul annuel moyen de précipitations est de 814,8 mm,. Pour l'avenir, les paramètres climatiques de la commune estimés pour 2050 selon différents scénarios d'émission de gaz à effet de serre sont consultables sur un site dédié publié par Météo-France en novembre 2022.
| Mois                                  | jan.             | fév.          | mars           | avril         | mai           | juin            | jui.           | août           | sep.            | oct.            | nov.           | déc.             | année      |
| ------------------------------------- | ---------------- | ------------- | -------------- | ------------- | ------------- | --------------- | -------------- | -------------- | --------------- | --------------- | -------------- | ---------------- | ---------- |
| Température minimale moyenne (°C)     | 1                | 0,8           | 2,5            | 4,4           | 8,2           | 11,4            | 13,2           | 12,6           | 9,4             | 7,3             | 3,8            | 1,4              | 6,3        |
| Température moyenne (°C)              | 3,9              | 4,5           | 7,5            | 10,4          | 14,2          | 17,4            | 19,3           | 18,9           | 15,3            | 11,7            | 7,1            | 4,3              | 11,2       |
| Température maximale moyenne (°C)     | 6,9              | 8,2           | 12,6           | 16,3          | 19,9          | 23,3            | 25,5           | 25,2           | 21,1            | 16,1            | 10,5           | 7,2              | 16,1       |
| Record de froid (°C) date du record   | −22,5 17.01.1985 | −15 07.02.12  | −11,5 01.03.05 | −7 08.04.03   | −2 01.05.1976 | 0,2 04.06.1975  | 4,5 04.07.1984 | 2,9 28.08.1974 | −0,5 27.09.1972 | −6,5 30.10.1997 | −10 24.11.1998 | −11,5 31.12.1996 | −22,5 1985 |
| Record de chaleur (°C) date du record | 16 05.01.1999    | 19,5 27.02.19 | 24 29.03.1989  | 29,5 20.04.18 | 32 28.05.17   | 37,2 30.06.1976 | 41,5 25.07.19  | 40 12.08.03    | 34,9 04.09.1973 | 29 01.10.1985   | 21 08.11.15    | 17,2 10.12.1978  | 41,5 2019  |
| Précipitations (mm)                   | 72,3             | 60,9          | 58,3           | 51,8          | 71,1          | 62,1            | 71,3           | 71             | 58,8            | 71,9            | 74,1           | 91,2             | 814,8      |

### Milieux naturels et biodiversité

#### Réseau Natura 2000

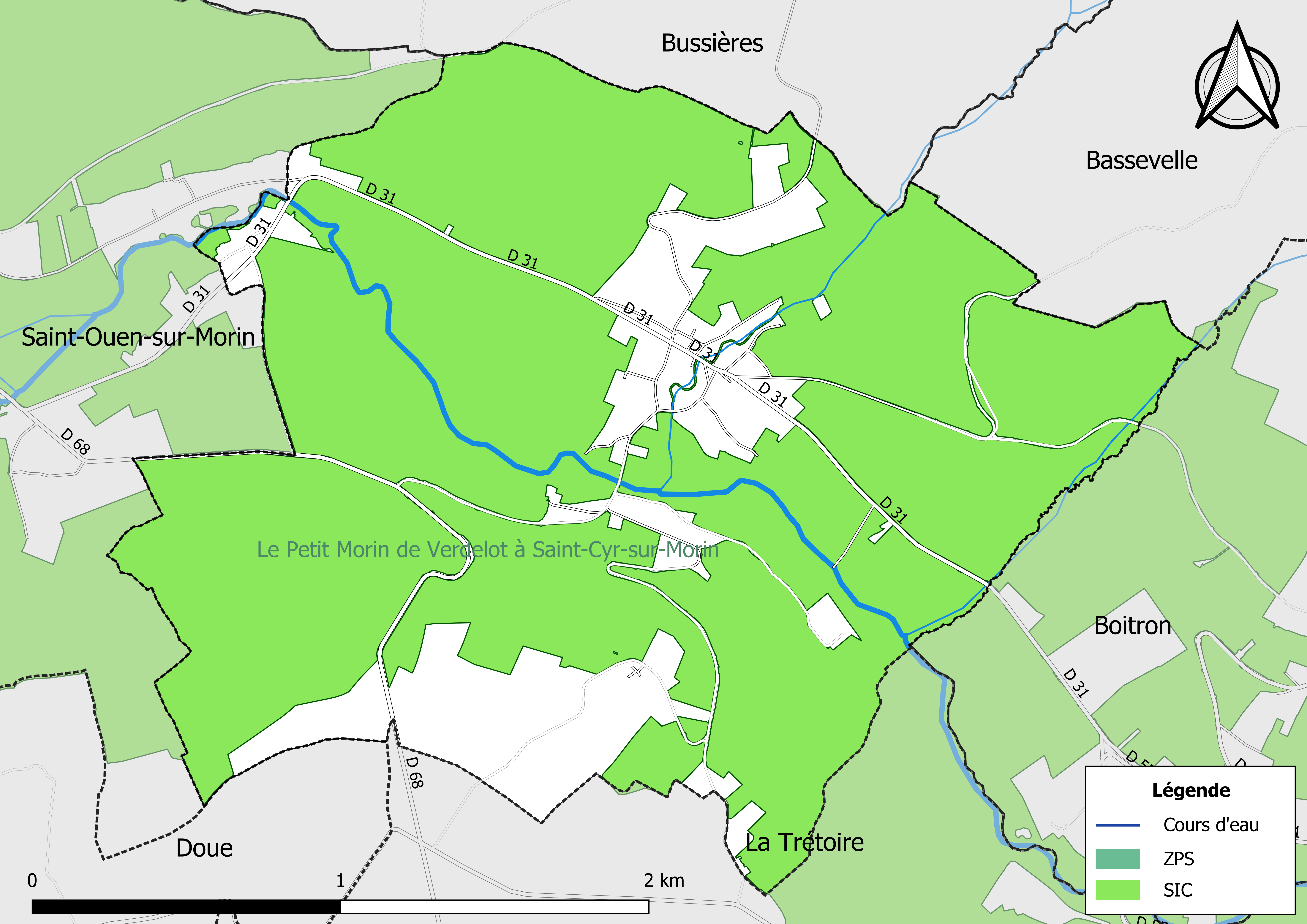
Sites Natura 2000 sur le territoire communal.

Le réseau Natura 2000 est un réseau écologique européen de sites naturels d’intérêt écologique élaboré à partir des Directives « Habitats » et « Oiseaux ». Ce réseau est constitué de Zones spéciales de conservation (ZSC) et de Zones de protection spéciale (ZPS). Dans les zones de ce réseau, les États Membres s'engagent à maintenir dans un état de conservation favorable les types d'habitats et d'espèces concernés, par le biais de mesures réglementaires, administratives ou contractuelles.
Un site Natura 2000 a été défini sur la commune au titre de la « directive Habitats », : 
- le « Petit Morin de Verdelot à Saint-Cyr-sur-Morin », d'une superficie de 3 589 ha, un site qui accueille la plus importante population d’Île-de-France de cuivré des marais (Lycaena dispar) et la deuxième plus importante population d’Île-de-France de sonneur à ventre jaune (Bombina variegata)[17],[18].

#### Zones naturelles d'intérêt écologique, faunistique et floristique
L’inventaire des zones naturelles d'intérêt écologique, faunistique et floristique (ZNIEFF) a pour objectif de réaliser une couverture des zones les plus intéressantes sur le plan écologique, essentiellement dans la perspective d’améliorer la connaissance du patrimoine naturel national et de fournir aux différents décideurs un outil d’aide à la prise en compte de l’environnement dans l’aménagement du territoire.
Le territoire communal d'Orly-sur-Morin comprend trois ZNIEFF de type 1,, : 
- les « Bois de Boitron et Alentours du Ru de la Fonderie » (144,27 ha), couvrant 4 communes du département[20] ;
- le « bois de Saint-Cyr, le bois de Chavigny et le bois du Charnoy » (201,34 ha), couvrant 4 communes du département[21],
- le « Petit Morin » (30,09 ha), couvrant 10 communes du département[22] ;

et une ZNIEFF de type 2,, 
la « vallée du Petit Morin de Verdelot à la Ferte Sous-Jouarre » (4 988,89 ha), couvrant 15 communes du département.

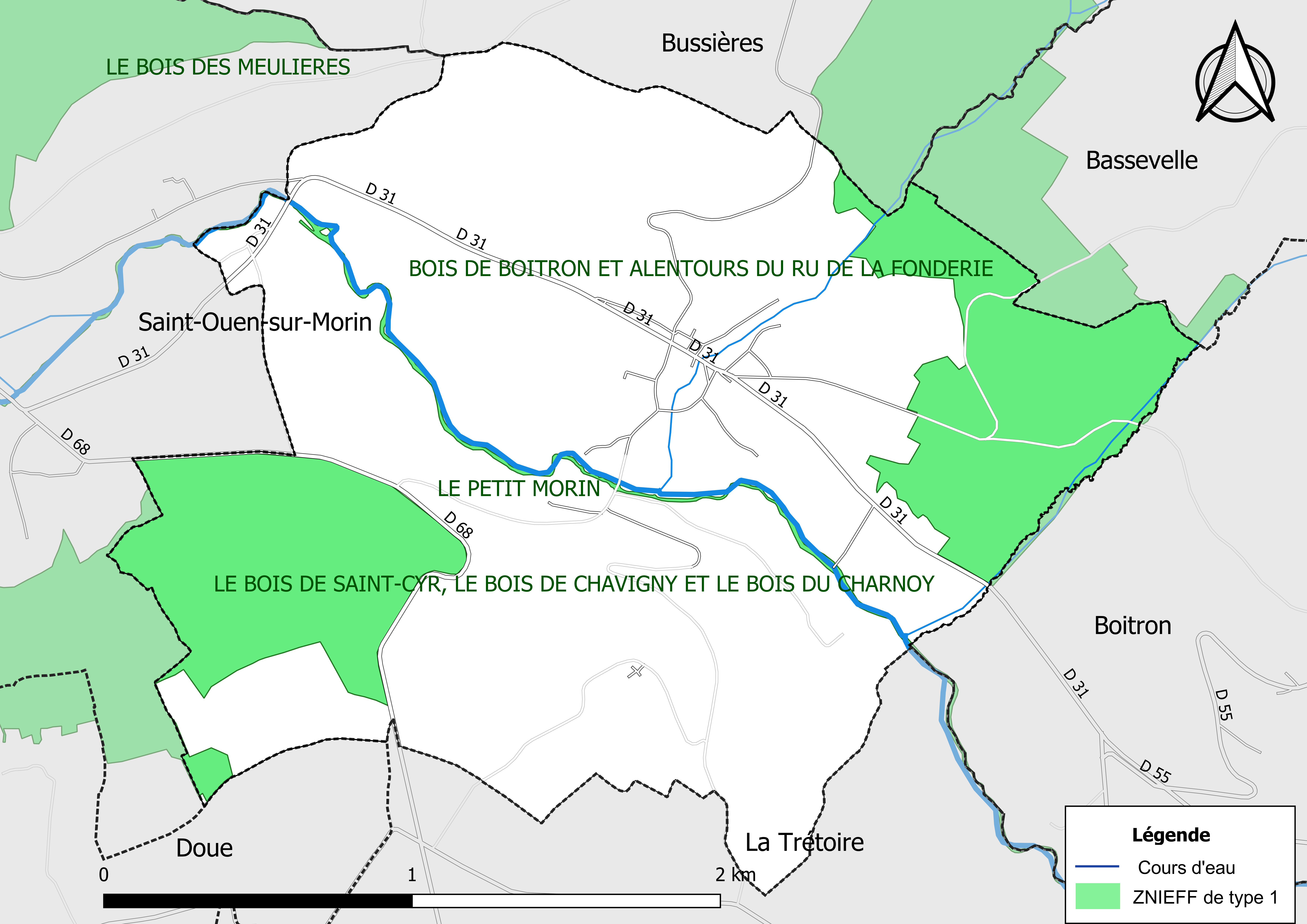
Carte des ZNIEFF de type 1 de la commune.
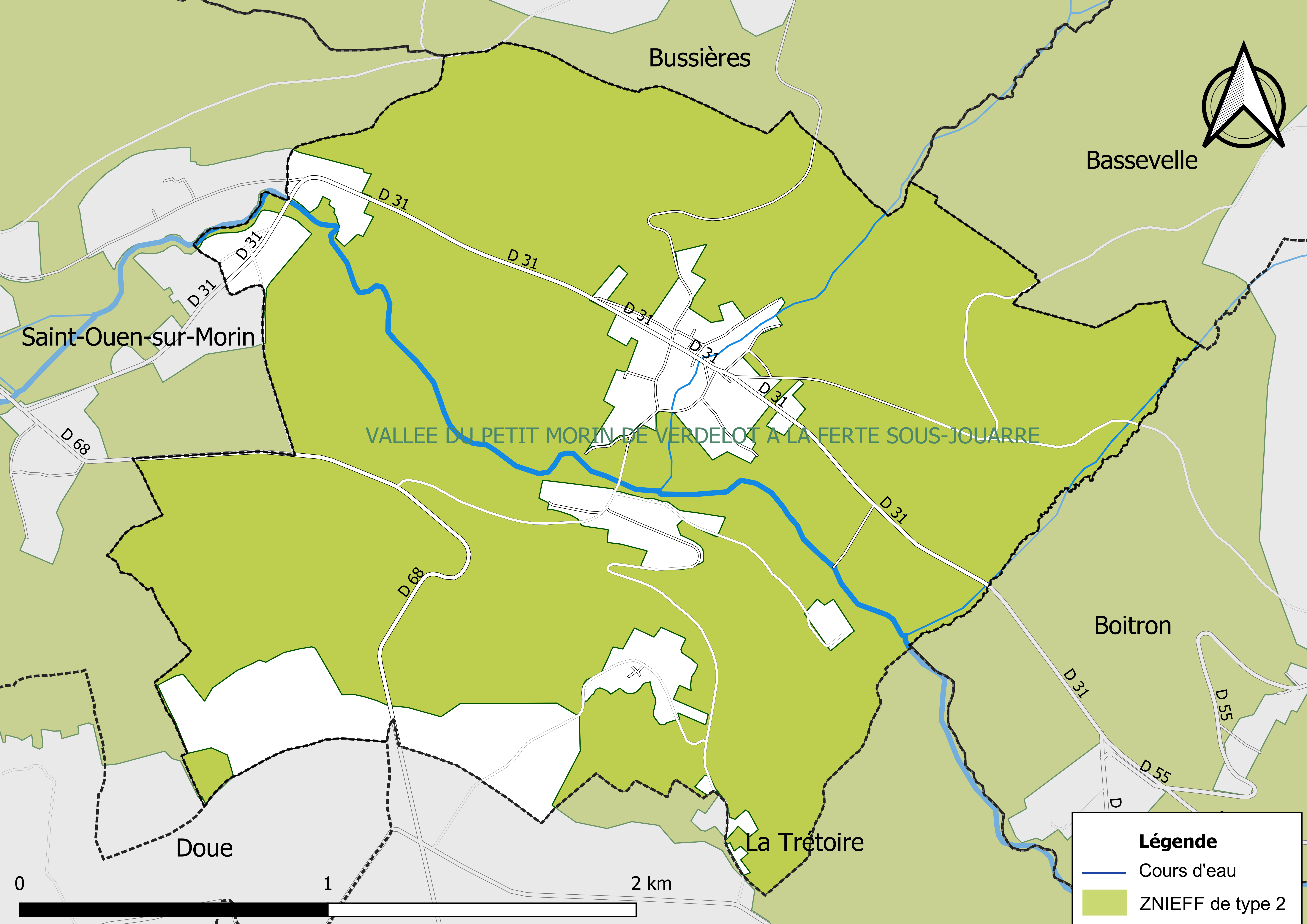
Carte des ZNIEFF de type 2 de la commune.

## Urbanisme

### Typologie
Au 1er janvier 2024, Orly-sur-Morin est catégorisée bourg rural, selon la nouvelle grille communale de densité à sept niveaux définie par l'Insee en 2022.
Elle est située hors unité urbaine. Par ailleurs la commune fait partie de l'aire d'attraction de Paris, dont elle est une commune de la couronne,. Cette aire regroupe 1 929 communes,.

### Lieux-dits et écarts
La commune compte 140 lieux-dits administratifs répertoriés consultables ici (source : le fichier Fantoir).
Cinq hameaux sont reliés à la commune : Bitibout, Busserolles, Champlion, Moulin des Brus et Moulin du Pont.

### Occupation des sols
L'occupation des sols de la commune, telle qu'elle ressort de la base de données européenne d’occupation biophysique des sols Corine Land Cover (CLC), est marquée par l'importance des forêts et milieux semi-naturels (54,2 % en 2018), une proportion identique à celle de 1990 (54,2 %). La répartition détaillée en 2018 est la suivante : 
forêts (54,2% ), terres arables (17,5% ), prairies (12,5% ), zones agricoles hétérogènes (10,1% ), zones urbanisées (5,7 %).
Parallèlement, L'Institut Paris Région, agence d'urbanisme de la région Île-de-France, a mis en place un inventaire numérique de l'occupation du sol de l'Île-de-France, dénommé le MOS (Mode d'occupation du sol), actualisé régulièrement depuis sa première édition en 1982. Réalisé à partir de photos aériennes, le Mos distingue les espaces naturels, agricoles et forestiers mais aussi les espaces urbains (habitat, infrastructures, équipements, activités économiques, etc.) selon une classification pouvant aller jusqu'à 81 postes, différente de celle de Corine Land Cover,,. L'Institut met également à disposition des outils permettant de visualiser par photo aérienne l'évolution de l'occupation des sols de la commune entre 1949 et 2018.

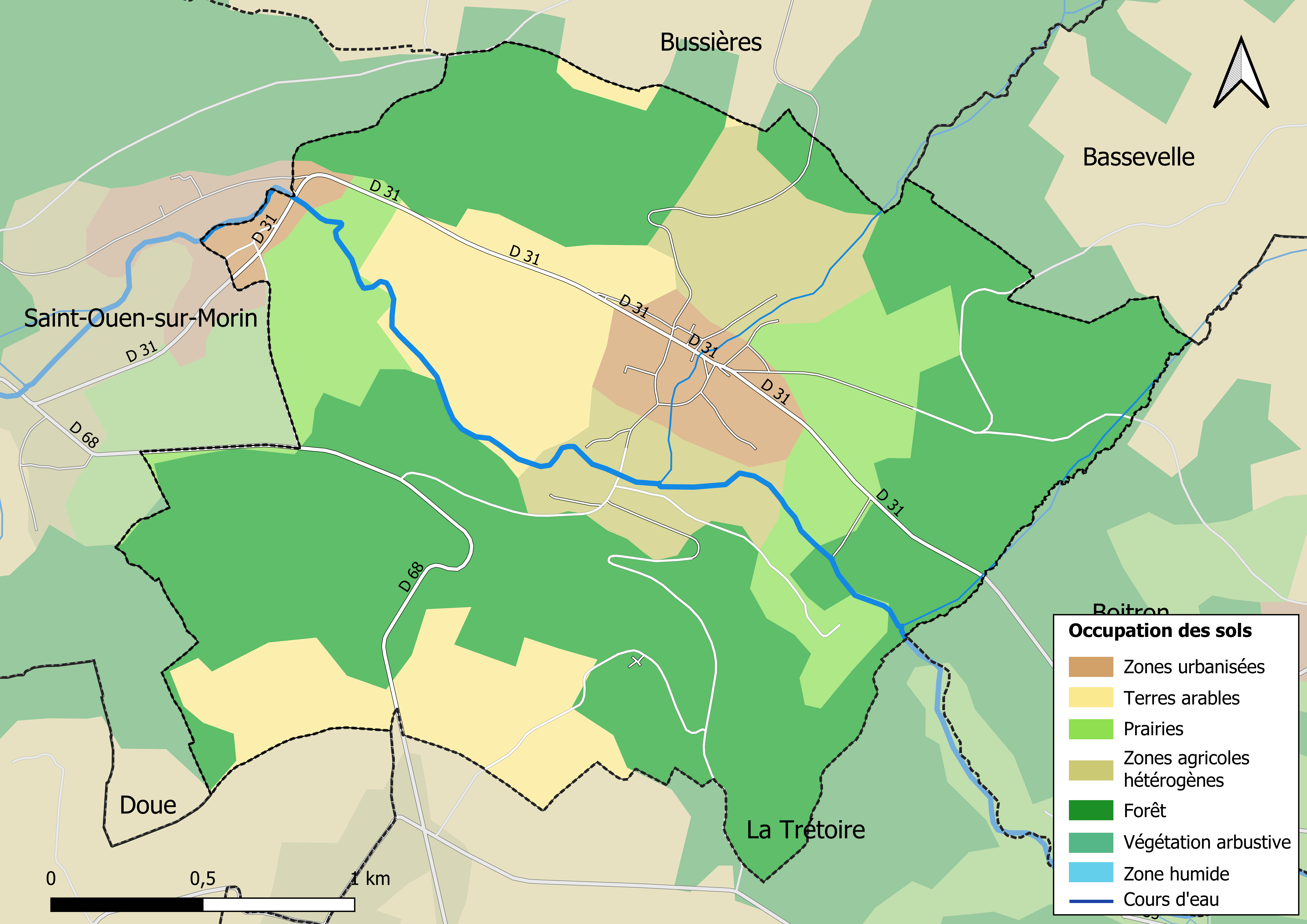
Carte des infrastructures et de l'occupation des sols en 2018 (CLC) de la commune.
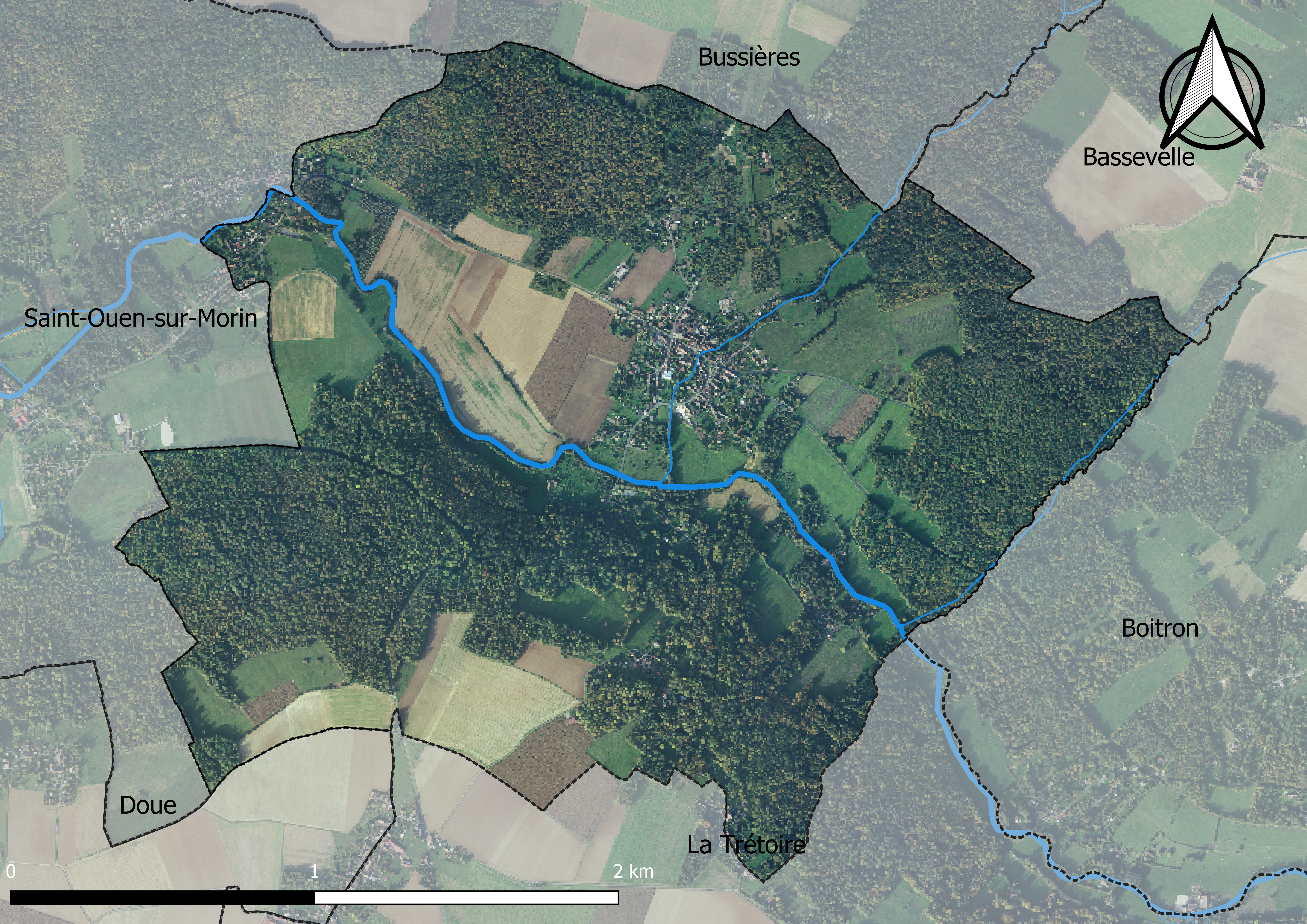
Carte orhophotogrammétrique de la commune.

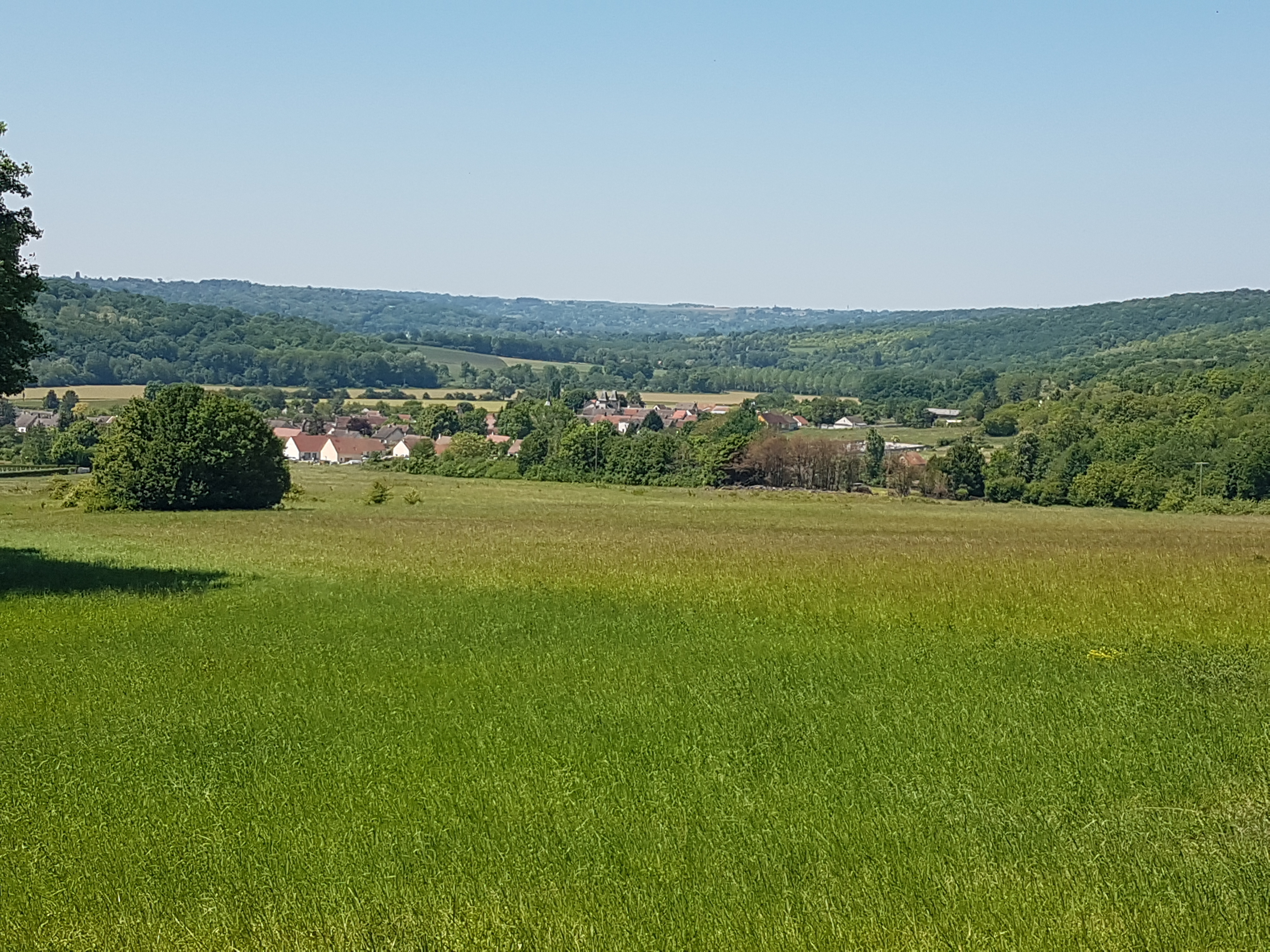
Vue d'Orly-sur-Morin

### Planification
La commune disposait en 2019 d'un plan local d'urbanisme approuvé. Un plan local d'urbanisme intercommunal couvrant le territoire de la communauté de communes des Deux Morin, prescrit le 28 juin 2018, était en élaboration,. Le zonage réglementaire et le règlement associé peuvent être consultés sur le Géoportail de l'urbanisme.

### Logement
En 2017, le nombre total de logements dans la commune était de 318 dont 92,6 % de maisons (maisons de ville, corps de ferme, pavillons, etc.) et 5,8 % d'appartements.
Parmi ces logements, 82,7 % étaient des résidences principales, 7,6 % des résidences secondaires et 9,8 % des logements vacants.
La part des ménages fiscaux propriétaires de leur résidence principale s'élevait à 81,9 % contre 16,5 % de locataires dont, 0,4 % de logements HLM loués vides (logements sociaux) et, 1,5 % logés gratuitement.

## Toponymie
Le nom de la localité est mentionné sous les formes Orleii en 1135, Orlliacum en 1250, Oilem en 1250, Olly en  1265.
Même explication qu’Orly.

## Politique et administration

### Liste des maires
| Période                                  | Période   | Identité          | Étiquette | Qualité  |
| ---------------------------------------- | --------- | ----------------- | --------- | -------- |
| Les données manquantes sont à compléter. |           |                   |           |          |
| 1989                                     | mars 2008 | Pierre Jette      |           |          |
| mars 2008                                | mars 2014 | Denis Debordeaux  |           |          |
| mars 2014                                | mai 2020  | Francis Delorozoy |           | Retraité |
| mai 2020                                 | En cours  | Lionel Legros     |           | Retraité |

## Équipements et services

### Eau et assainissement
L’organisation de la distribution de l’eau potable, de la collecte et du traitement des eaux usées et pluviales relève des communes. La loi NOTRe de 2015 a accru le rôle des EPCI à fiscalité propre en leur transférant cette compétence. Ce transfert devait en principe être effectif au 1er janvier 2020, mais la loi Ferrand-Fesneau du 3 août 2018 a introduit la possibilité d’un report de ce transfert au 1er janvier 2026,.

#### Assainissement des eaux usées
En 2020, la commune d'Orly-sur-Morin ne dispose pas d'assainissement collectif,.
L’assainissement non collectif (ANC) désigne les installations individuelles de traitement des eaux domestiques qui ne sont pas desservies par un réseau public de collecte des eaux usées et qui doivent en conséquence traiter elles-mêmes leurs eaux usées avant de les rejeter dans le milieu naturel. Le Syndicat mixte d'assainissement du Nord-Est  (SIANE) assure pour le compte de la commune le service public d'assainissement non collectif (SPANC), qui a pour mission de vérifier la bonne exécution des travaux de réalisation et de réhabilitation, ainsi que le bon fonctionnement et l’entretien des installations,.

#### Eau potable
En 2020, l'alimentation en eau potable est assurée par le syndicat de l'Eau de l'Est seine-et-marnais (S2E77) qui gère le service en régie,,.

## Population et société

### Démographie
L'évolution du nombre d'habitants est connue à travers les recensements de la population effectués dans la commune depuis 1793. Pour les communes de moins de 10 000 habitants, une enquête de recensement portant sur toute la population est réalisée tous les cinq ans, les populations de référence des années intermédiaires étant quant à elles estimées par interpolation ou extrapolation. Pour la commune, le premier recensement exhaustif entrant dans le cadre du nouveau dispositif a été réalisé en 2005.

En 2022, la commune comptait 660 habitants, en évolution de −3,23 % par rapport à 2016 (Seine-et-Marne : +3,92 %, France hors Mayotte : +2,11 %).
| 1793 | 1800 | 1806 | 1821 | 1831 | 1836 | 1841 | 1846 | 1851 |
| ---- | ---- | ---- | ---- | ---- | ---- | ---- | ---- | ---- |
| 444  | 478  | 480  | 487  | 512  | 461  | 493  | 464  | 474  |

| 1856 | 1861 | 1866 | 1872 | 1876 | 1881 | 1886 | 1891 | 1896 |
| ---- | ---- | ---- | ---- | ---- | ---- | ---- | ---- | ---- |
| 456  | 451  | 443  | 397  | 401  | 387  | 382  | 411  | 376  |

| 1901 | 1906 | 1911 | 1921 | 1926 | 1931 | 1936 | 1946 | 1954 |
| ---- | ---- | ---- | ---- | ---- | ---- | ---- | ---- | ---- |
| 412  | 385  | 327  | 329  | 325  | 332  | 290  | 273  | 253  |

| 1962 | 1968 | 1975 | 1982 | 1990 | 1999 | 2005 | 2006 | 2010 |
| ---- | ---- | ---- | ---- | ---- | ---- | ---- | ---- | ---- |
| 226  | 272  | 284  | 287  | 468  | 561  | 624  | 633  | 671  |

| 2015 | 2020 | 2022 | - | - | - | - | - | - |
| ---- | ---- | ---- | - | - | - | - | - | - |
| 685  | 660  | 660  | - | - | - | - | - | - |

### Événements
Fête patronale : le lundi de pâques ; pèlerinage Saint-Quentin le 2e dimanche d'octobre.

### Associations  culturelles
- C.L.I.O. : Culture, lecture et informatique à Orly-sur-Morin
- Dreams Country Dance, association de danse Country
- Les Amis de Saint-Quentin.

## Économie

### Revenus de la population et fiscalité
En 2017, le nombre de ménages fiscaux de la commune était de 263, représentant 691 personnes et la médiane du revenu disponible par unité de consommation  de 23 580 euros.

### Emploi
En 2017 , le nombre total d’emplois dans la zone était de 55, occupant 317 actifs  résidants.
Le taux d'activité de la population (actifs ayant un emploi) âgée de 15 à 64 ans s'élevait à 70 % contre un taux de chômage de 8,2 %. 
Les 21,8 % d’inactifs se répartissent de la façon suivante : 8,6 % d’étudiants et stagiaires non rémunérés, 8,1 % de retraités ou préretraités et 5,1 % pour les autres inactifs.

### Secteurs d'activité

#### Entreprises et commerces
En 2018, le nombre d'établissements actifs était de 37 dont 5 dans l’industrie manufacturière, industries extractives et autres, 10 dans la construction, 8 dans le commerce de gros et de détail, transports, hébergement et restauration, 2 dans l’Information et communication,  1 dans les activités financières et d'assurance, 1 dans les activités immobilières, 1 dans les activités spécialisées, scientifiques et techniques et activités de services administratifs et de soutien, 3 dans l’administration publique, enseignement, santé humaine et action sociale et 6  étaient relatifs aux autres activités de services.
En 2019, 9 entreprises ont été créées sur le territoire de la commune, dont 8 individuelles.
Au 1er janvier 2020, la commune ne disposait pas d’hôtel et de terrain de camping.

#### Agriculture
Orly-sur-Morin est dans la petite région agricole dénommée la « Brie laitière » (anciennement Brie des étangs), une partie de la Brie à l'est de Coulommiers. En 2010, l'orientation technico-économique de l'agriculture sur la commune est la culture de céréales et d'oléoprotéagineux (COP).
Si la productivité agricole de la Seine-et-Marne se situe dans le peloton de tête des départements français, le département enregistre un double phénomène de disparition des terres cultivables (près de 2 000 ha par an dans les années 1980, moins dans les années 2000) et de réduction d'environ 30 % du nombre d'agriculteurs dans les années 2010. Cette tendance se retrouve au niveau de la commune où le nombre d’exploitations est passé de 4 en 1988 à 1 en 2010. Parallèlement, la taille de ces exploitations augmente, passant de 27 ha en 1988 à 115 ha en 2010.
Le tableau ci-dessous présente les principales caractéristiques des exploitations agricoles d'Orly-sur-Morin, observées sur une période de 22 ans : 
|                                      | 1988 | 2000 | 2010 |
| ------------------------------------ | ---- | ---- | ---- |
| Dimension économique,                |      |      |      |
| Nombre d’exploitations (u)           | 4    | 2    | 1    |
| Travail (UTA)                        | 3    | 2    | 1    |
| Surface agricole utilisée (ha)       | 109  | 156  | 115  |
| Cultures                             |      |      |      |
| Terres labourables (ha)              | 87   | s    | s    |
| Céréales (ha)                        | 55   | s    | s    |
| dont blé tendre (ha)                 | s    | s    | s    |
| dont maïs-grain et maïs-semence (ha) | s    | s    |      |
| Tournesol (ha)                       | 0    |      |      |
| Colza et navette (ha)                | s    | s    |      |
| Élevage                              |      |      |      |
| Cheptel (UGBTA)                      | 19   | 1    | 0    |

## Culture locale et patrimoine

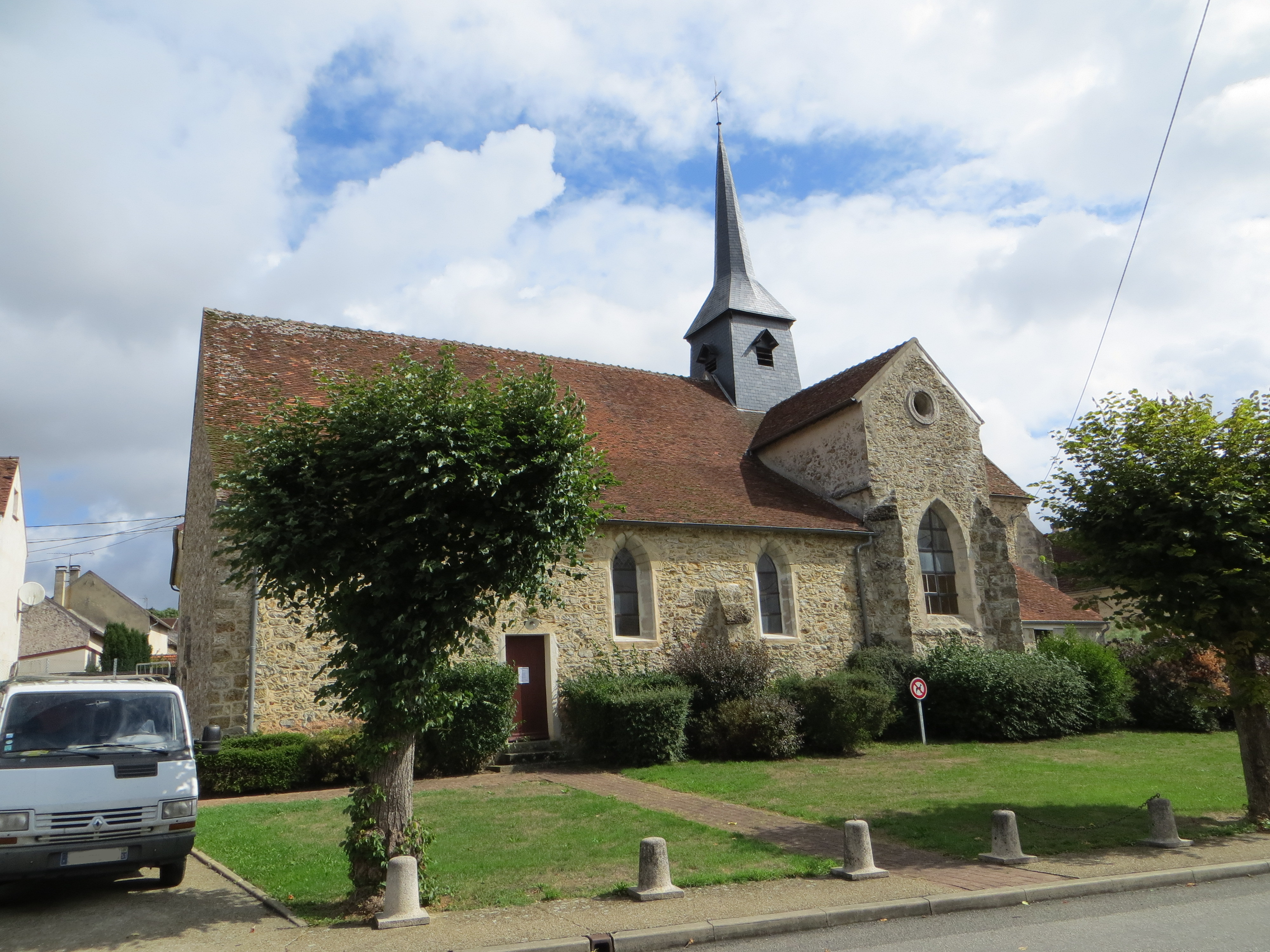
Église Saint-Pierre-Saint-Paul - son de la cloche sonnant l'angélus de midi :Fichier:Orly-sur-Morin - Cloche de l'église Saint-Pierre-et-Saint-Paul - Angélus de midi.ogg

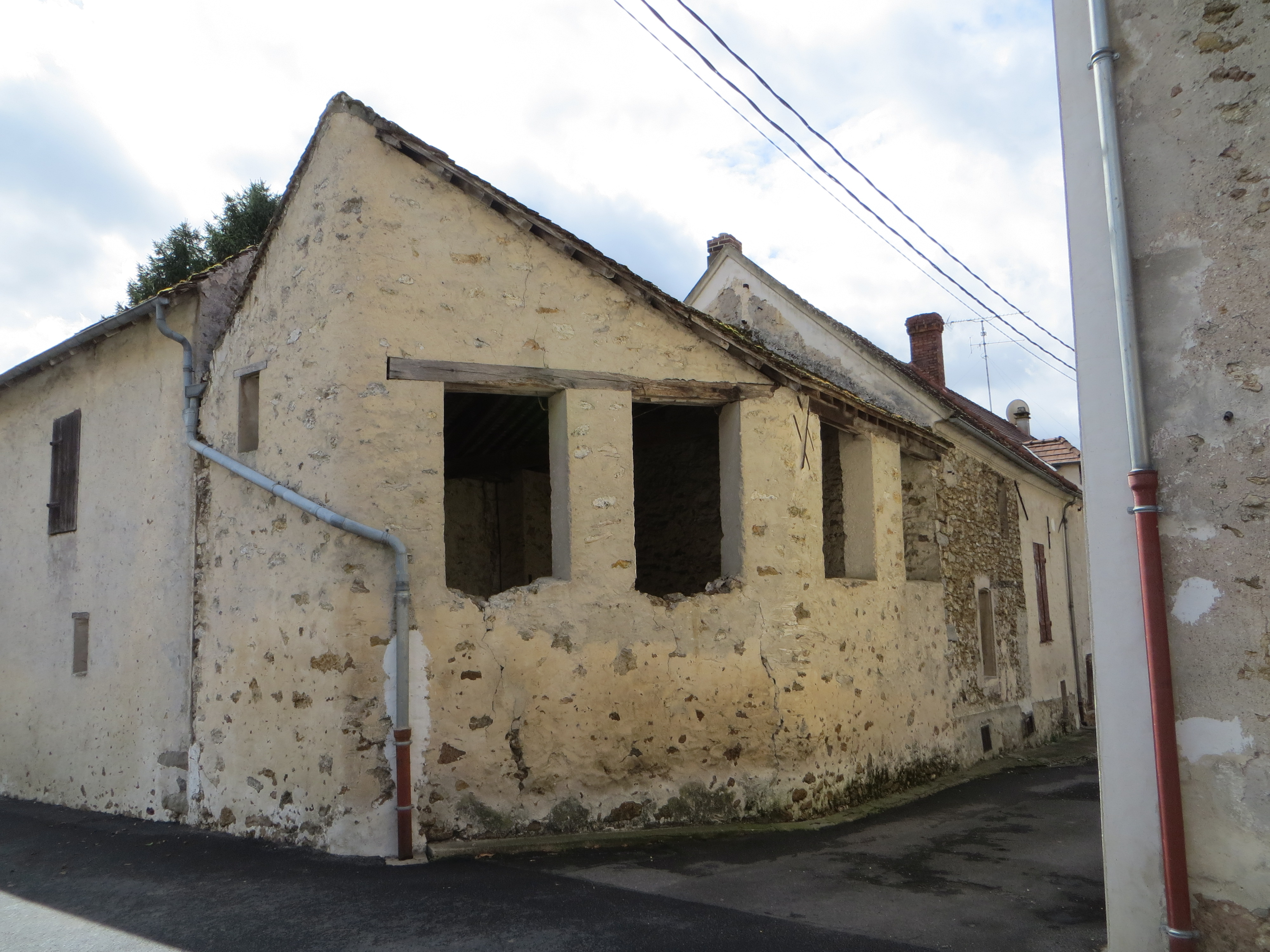
Bûcher pour la conservation du bois à brûler.

### Lieux et monuments
- La chapelle Saint-Quentin dont on trouve déjà des traces dans les archives au XIIe siècle, est répertoriée comme faisant partie d'un ensemble de terrains dit « la court d'Orly » qui appartenait jusqu'en 1556 à l'ordre religieux des Célestins.

En 1625 fut créé un pèlerinage à Saint-Quentin et une statue de saint Quentin en bois polychrome fut offerte par les habitants du village à la chapelle Saint-Quentin, qui disparut avec le pèlerinage lui-même en 1910.
En 2005 la statue de saint Quentin fit sa réapparition. Elle fut intronisée par le curé de La Ferté-sous-Jouarre et les pèlerinages reprirent en 2007 (le deuxième dimanche d'octobre de chaque année).
En 2008 après le deuxième pèlerinage fut créée une association loi de 1901 " Les Amis de Saint-Quentin " pour pérenniser ce pèlerinage.
- L`église Saint-Pierre-et-Saint-Paul XIIIe siècle.

Portail plein cintre, chœur voûté d'ogives, nef romane couverte en charpente avec bas-côté unique au sud ; au maître-autel, tabernacle, croix et statues XVIe siècle (MH), monstrance fin XVIIIe.
Une nef unique a plus tard été augmentée vers le sud. Autel de la Sainte Vierge – retable – toile avec Dominique et sainte Catherine. Institution du Rosaire XVIIe – XIXe siècle.
La façade est construite en moellons appareillés en arêtes de poisson. L'appareil nord-est couvert de crépi qui masque partiellement la maçonnerie de moellons. Les fenêtres bien que différentes sont tardives, on reconnaît au sommet du mur l'empreinte d'un oculus. Ces murs, par leur mode de construction, peuvent remonter en l'an mil, mais, apparemment, on a continué à bâtir ainsi jusqu'au début du XIIe siècle. La nef charpentée peut donc aussi bien être très ancienne que construite vers 1100 de façon archaïque.
Le portail de l'arc, clavé en plein cintre et du cerne débordant orné de fleurons, a été refait, seules quelques pierres anciennes subsistent. Cette restauration trop appuyée ne permet plus de déterminer si celui-ci est contemporain du mur ou postérieur ; ce portail a pu être installé entre 1075 et 1130 environ.
Alors que les nefs sont du XVIe – XVIIe siècle, le chœur avec ses voûtes à doubles tores retombant sur des culs-de-lampe sculptés de figure et l'abside plate éclairée par un triplet caractéristique est antérieur au XIIIIe siècle. Tabernacle du maître d'autel – bois peint XVIIe – christ en bois de chêne XVIe. Les deux statues saint Pierre, saint Paul ont été classées Monument Historique par un arrêté du 29 décembre 1906. En pierre de pays, polychrome datées de 1531, elles sont de dimensions identiques : hauteur 1,60 m – largeur 0,60 m – profondeur 0,40 m.
La cloche de 40 cm de diamètre est la plus ancienne du canton de Rebais, la seule datant du XVIIe siècle.
Autel du pèlerinage Saint-Quentin – statue – reliquaire. Rue de la Planchette : source – chapelle avec statue polychrome en chêne de saint Quentin, les deux « tarincae » sortant de ses épaules rappellent les terribles souffrances que ce saint subit au nom de la foi.
- Un « bûcher », dépendance d'un bâtiment servant au stockage au sec du bois à brûler[57] est encore visible à proximité de la boulangerie.

### Personnalités liées à la commune
- Eugène Decisy (1866-1936), peintre et graveur français y est décédé.

### Héraldique
| Blason de Orly-sur-Morin | Blason  | De gueules au chevron cousu d'azur accompagné en chef, à dextre d'une clé versée d'argent posée en bande, à senestre d'une épée basse du même posée en barre et en pointe d'une roue de moulin d'argent mouvant d'une rivière du même. |
| Blason de Orly-sur-Morin | Détails | |